# Physalis solanacea
Physalis solanacea (Syn.: Margaranthus solanaceus Schltdl.) ist eine Pflanzenart aus der Gattung der Blasenkirschen (Physalis) in der Familie der Nachtschattengewächse (Solanaceae). Lange Zeit wurde die Art in einer monotypischen Gattung Margaranthus aus den Physalis ausgegliedert.

## Beschreibung
Physalis solanacea sind einjährige, aufrecht wachsende oder niederliegende krautige Pflanzen, deren Sprossachsen meist 15 bis 40 cm (oder gelegentlich auch länger) lang werden. Die Laubblätter sind eiförmig bis lanzettlich und 2 bis 6 cm lang und 0,5 bis 1,5 cm breit. Die Spitze ist zugespitzt oder spitz zulaufend, die Basis ist keilförmig und kann ungleichmäßige Hälften aufweisen. Für gewöhnlich sind die Blätter unbehaart, aber bewimpert. Die Blattstiele sind 5 bis 20 mm lang.
Die Blüten stehen an zurückgebogenen Blütenstielen von 2 bis 3 mm Länge. Der Kelch ist 1,5 bis 2 mm lang, anliegend behaart und mit 0,5 mm langen, spitzen Zipfeln versehen. Die Krone ist 3,5 bis 4 mm lang, auf der Innenseite mit vielzelligen Trichomen besetzt, die Kronlappen sind sehr fein. Die Staubblätter ragen nicht über die Krone hinaus, die Staubfäden sind 1 mm lang, die 1 bis 1,2 mm langen Staubbeutel sind blau.
Die Frucht ist eine eiförmige Beere mit einem Durchmesser von 6 bis 10 mm. Die Frucht wird von einem sich vergrößernden Kelch umgeben, der etwa 1 bis 1,5 mm lang ist. Die Samen sind etwa 2 mm lang, fast kreisförmig, die Samenoberfläche ist netzartig-grubig.

## Vorkommen und Standorte
Die Art wächst in feuchten Dickichten, sowie als Unkraut in Feldern in Höhenlagen von 800 bis 1.000 m. Das Verbreitungsgebiet umfasst den Südwesten der USA, Mexiko, Honduras sowie die Westindischen Inseln.